# Sycorax duckhousi
Sycorax duckhousi är en tvåvingeart som beskrevs av Wagner 1989. Sycorax duckhousi ingår i släktet Sycorax och familjen fjärilsmyggor. Inga underarter finns listade i Catalogue of Life.